# Fernando Couto
Fernando Manuel Silva Couto, portugalski nogometaš in trener, * 2. avgust 1969, Espinho, Portugalska.
Couto je nastopil tudi na evropskem prvenstvu leta 2004 in bil kapetan portugalske reprezentance. V svoji karieri je nastopal za FC Porto, Barcelono in Lazio, nazadnje pa je bil član Parme. 